# Anicio Auquenio Baso (cónsul 408)
Anicio Auquenio Baso o Anicio Auchenius Bassus  (fl. 408) fue un político del Imperio Romano. En 408 fue nombrado cónsul. Según BL Twyman, él representa la "línea principal" de las gens Anicia.

## Biografía
Baso era probablemente el hijo de Anicio Auquenio Baso que fue praefectus urbi en 382-383 y de Turrenia Honorata. Tuvo un hijo, también llamado Anicio Auquenio Baso, cónsul en 431. Escribió el epígrafe de la tumba de Mónica, madre de San Agustín de Hipona. La piedra real sobre la que fue escrita fue redescubierta en 1945 en la iglesia de Santa Aurea, en Ostia Antica.